# Kim Hyun-yung
Kim Hyun-yung (kor. 김현영, ur. 19 października 1994 w Seulu) – południowokoreańska łyżwiarka szybka.
W 2013 roku brała udział w zimowej uniwersjadzie, na której zdobyła srebrny medal w konkurencji 1000 metrów.
Wystąpiła na zimowych igrzyskach olimpijskich w Soczi. W zawodach na 500 metrów zajęła 24. miejsce w klasyfikacji generalnej, a na 1000 metrów zajęła 28. miejsce.
W czasie mistrzostw czterech kontynentów w 2020 roku Kim zdobyła srebrny medal w sprincie drużynowym i brązowy medal w zawodach na 500 metrów.